# Juntos (canción)
«Juntos» es una canción interpretada y popularizada por la cantante española Paloma San Basilio, compuesta por Gianni Gastaldo, con letra de Luis Gómez-Escolar y producida por Danilo Vaona.

## Descripción
Canción romántica, rápida y bailable, que canta al amor. Su ritmo está inspirado en Bye Bye Black Bird de Ray Henderson, un tema que ha sido utilizado como modelo por otros muchos compositores. Reconocida como la canción más recordada en la discografía de la cantante madrileña, un tema calificado como clásico del pop español.
El tema se publicó por primera vez en un recopilatorio, precisamente titulado Juntos, en el que se incluyeron también temas de Raphael, Juan Pardo o Massiel. A la vista del éxito se incluyó en el siguiente LP de San Basilio, Ahora.
Está considerada como una de las canciones icónicas de la comunidad LGTB en España.

## Ventas
La canción llegó al número uno en las listas de los más vendidos de 1982. Igualmente alcanzó el número uno de Los 40 Principales el 19 de diciembre de 1981.

## Versiones
Paloma San Basilio, en su interpretación de Juntos se ha convertido en un clásico dentro de las imitaciones de las diferentes versiones del Talent show Tu cara me suena. Así, el tema ha sido interpretado por Roko (España, 2012), Érika Villalobos (Perú, 2013) y Marcela Posada (Colombia, 2015).
En 2020 fue versionada por la cantante Edurne para una campaña publicitaria del refresco La Casera.